# Acrobasis advenella
Acrobasis advenella là một loài bướm đêm thuộc họ Pyralidae. Nó được tìm thấy ở châu Âu.
Sải cánh dài 19–24 mm. Con trưởng thành bay làm một đợt từ tháng 7 đến tháng 8 .
Sâu bướm ăn các loài hawthorn và rowan.

## Hình ảnh

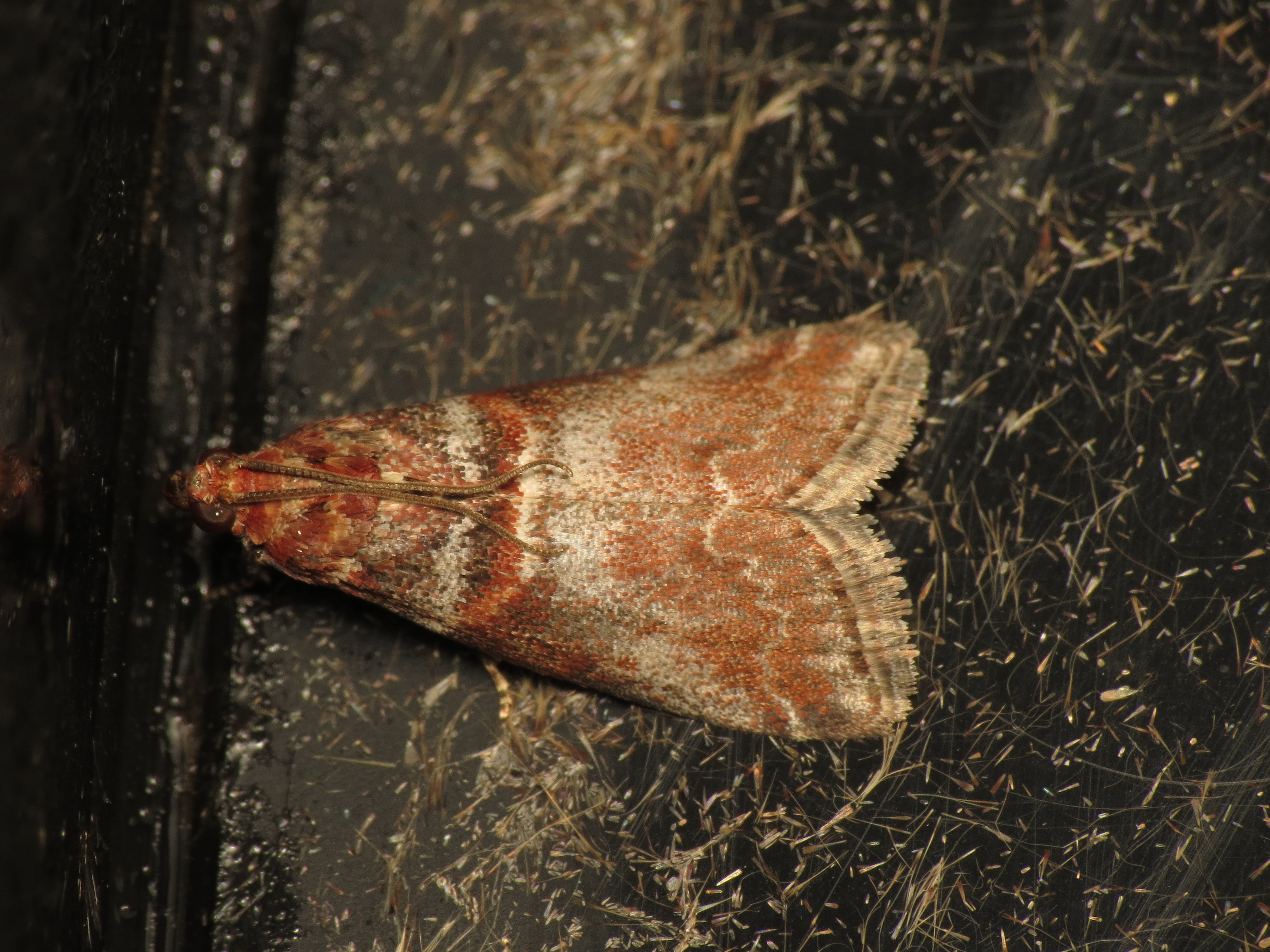
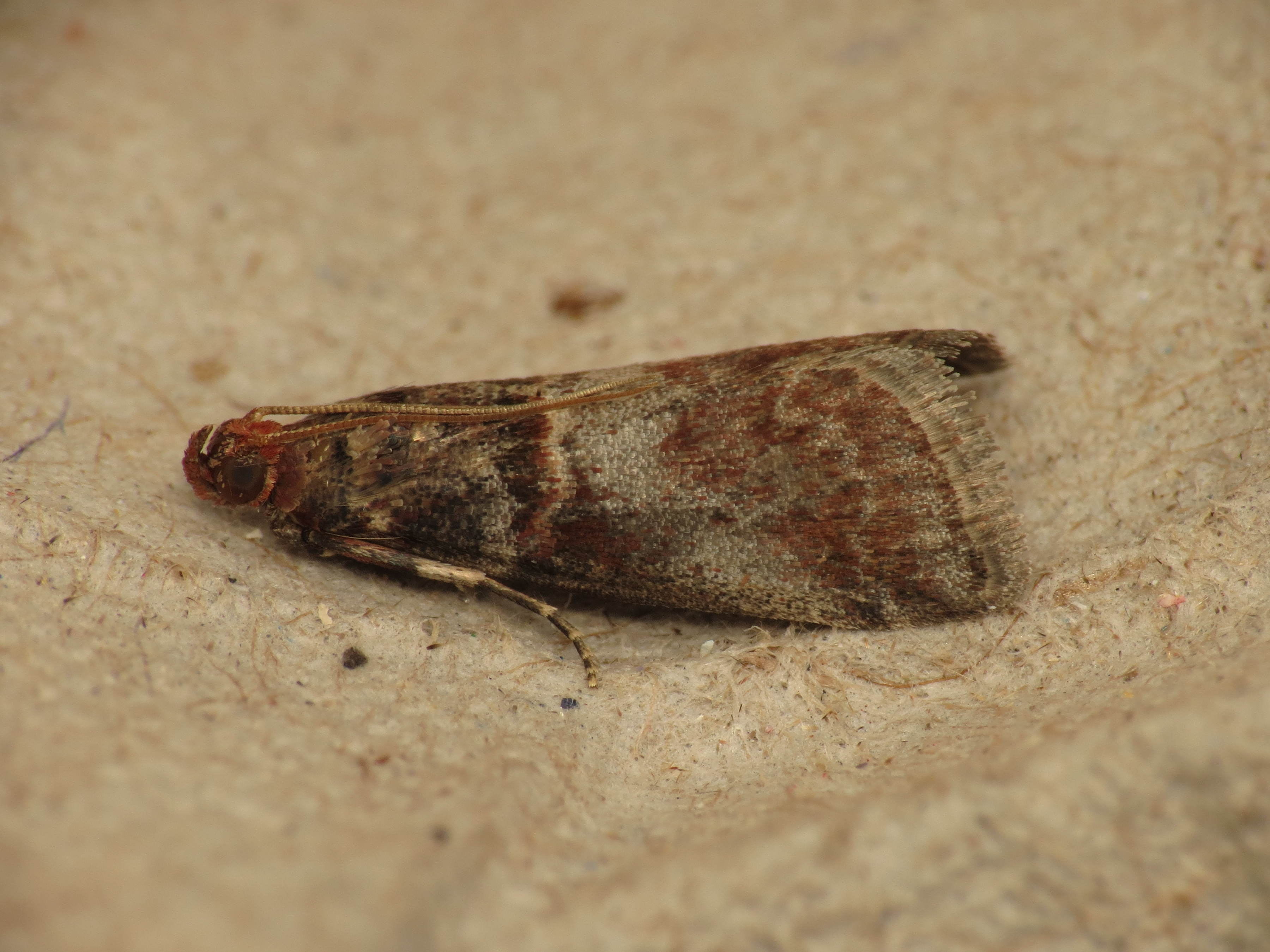
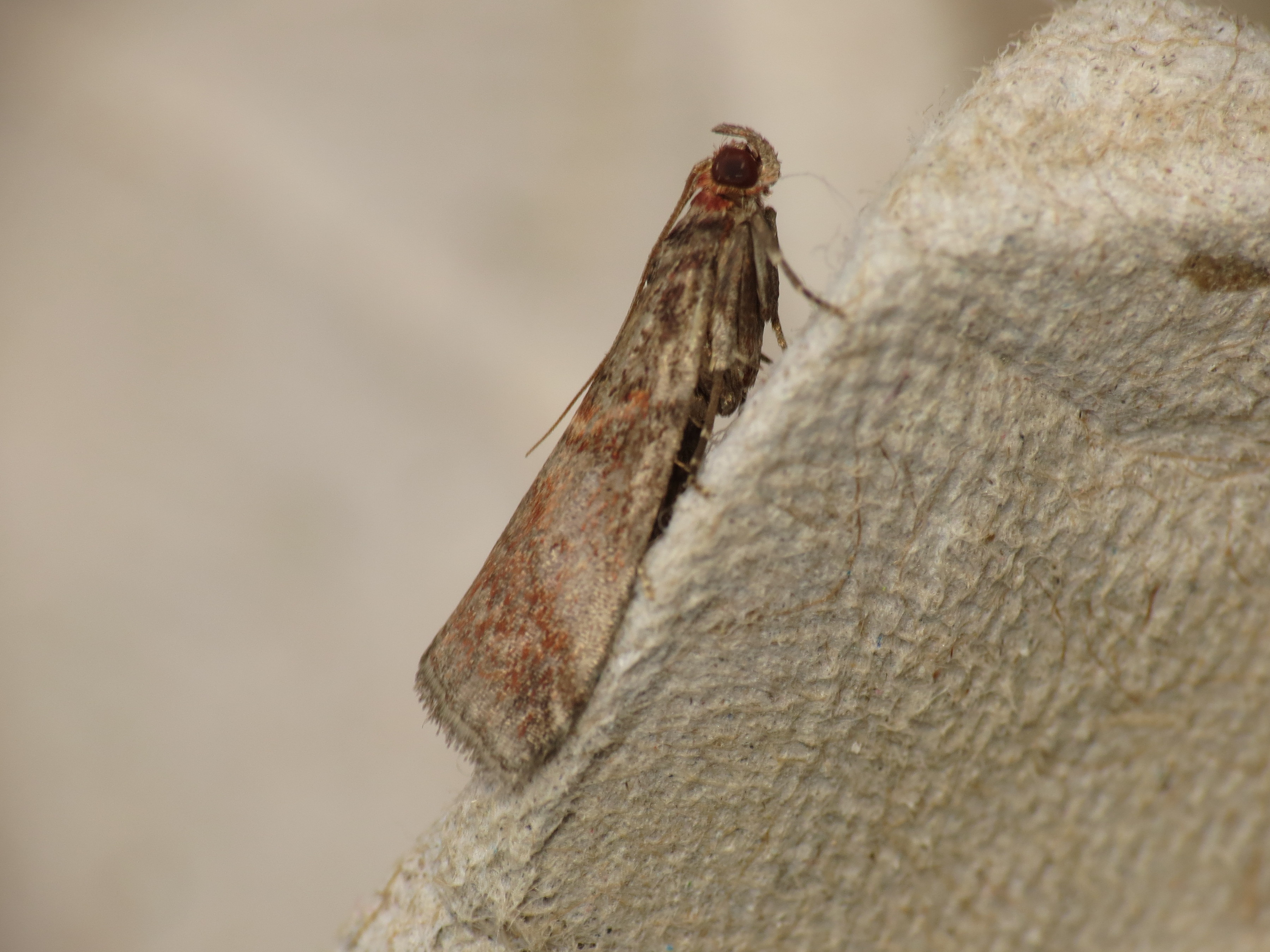
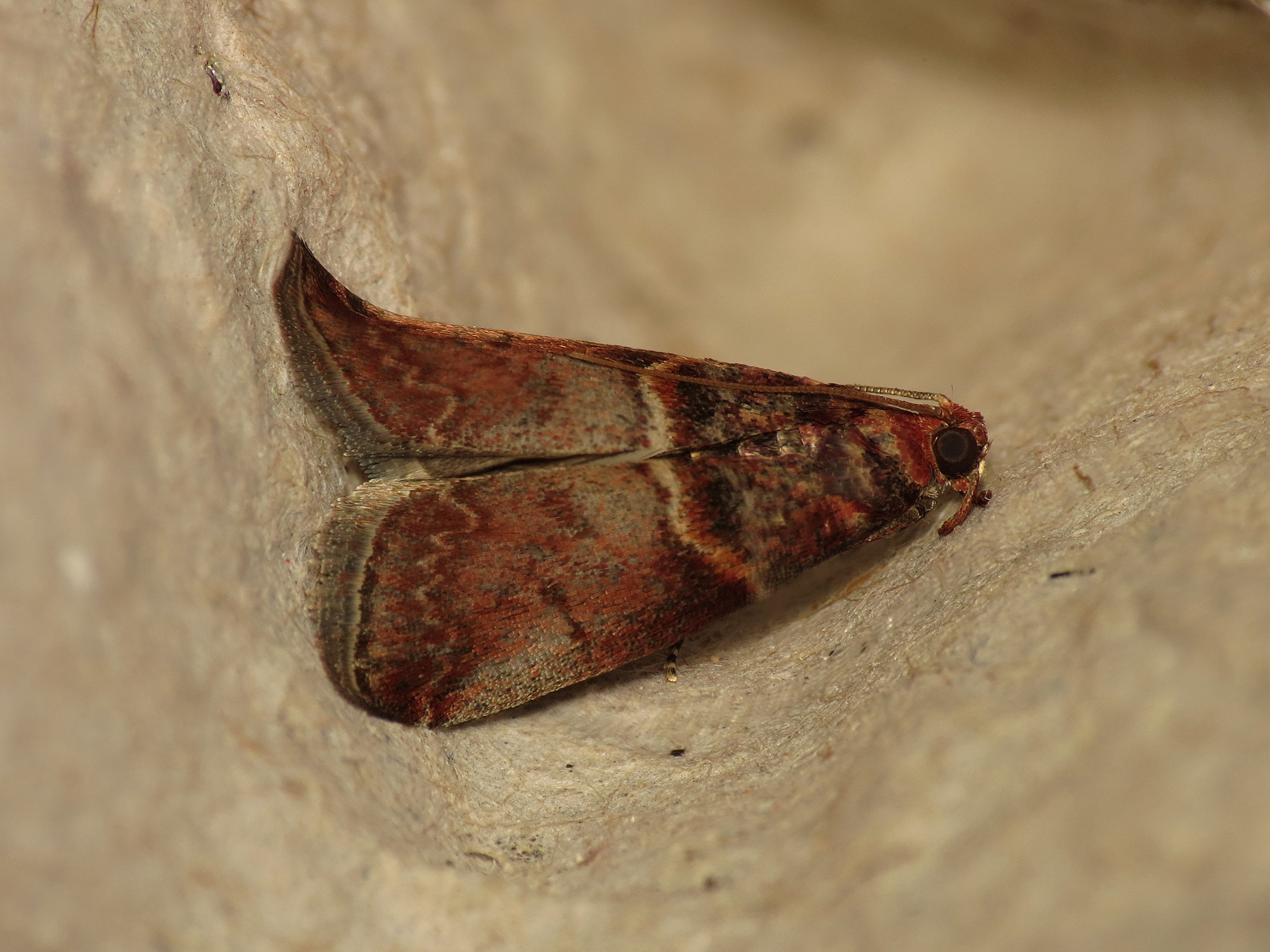